# アクションピザッツSP
『アクションピザッツSP』（ACTION PIZAZZ SP、アクションピザッツスペシャル）は、双葉社の発行していた成人向け（非成年指定）月刊漫画雑誌。
発売日は発行月号の前々月28日。判型はB5判・中綴じ。

## 概要
『アクションピザッツSP』は、2004年4月に創刊（同年vol.1 / 同年5月28日増刊号）。従来までの本誌『アクションピザッツ』の増刊は不定期に刊行されていたが、これをピザッツスペシャルの名称で定期刊行化したものである（2003年段階での増刊には『増刊コスプレッソ』などがある）。
2008年4月にピザッツ関連誌が全面的なリニューアルを受け、新創刊の『アクションピザッツDX』が誕生するとともに、『アクションピザッツSP』も独立創刊となった
。
関連する姉妹誌には、本誌にあたる月刊の『アクションピザッツ』のほか、後発の派生誌として月刊の『アクションピザッツDX』や、不定期刊のピザッツDX増刊『アクションピザッツHB』がある。公式サイトについてはこれら関連する姉妹誌の共用の総合サイトとなっている。
掲載作品の単行本化については、2011年までは同社「アクションコミックス」レーベルより刊行されていたが、2012年頃よりエンジェル出版「エンジェルコミックス」レーベルに移管され、2013年以降は掲載誌と単行本の版元が異なるのが常態となっている。
ゾーニングに関しては、従来は雑誌と同じく「成年コミック」マークの指定がないのが原則だったが、2014年6月以降は「18未満」マークの適用が開始された。
2016年2月号をもって休刊。掲載作家の一部は2016年3月から配信開始予定のウェブ雑誌に移行する予定となっている。
また、休刊時点で連載途上の作品については『ピザッツ』および『ピザッツDX』にて連載される。

## 連載作品

### 現在の連載作品
- らんちきBANGBANG（水田恐竜）：2009年7月号 -
- twin Milf（辰波要徳）：2013年2月号 - ※隔月連載
- らん♥こん（はんざきじろう）：2013年6月号 - ※隔々月連載
- 働く女体（英丸）：2014年2月号 - ※隔月連載
- すとらいくぞーん[注 2]（（えむあ）：2014年4月号 -
- 復讐の未亡人（黒澤R）：2015年4月号 - ※隔月連載
- 絶対★は〜れむQUEENS（久遠ミチヨシ）：2014年8月号 - ※隔月連載
- 乳妻×2（やながわ理央）：2014年9月号 -
- OLピンキーライフ（たべ・こーじ）：2014年11月号 -
- 団地妻のゆ〜わく（ふぁんとむ）：2014年11月号 - ※隔月連載
- 揺れるスカート（みき姫）：2014年12月号 -
- 特命痴漢おとり捜査班〜チームKの攻防〜（さかきなおもと）：2015年1月号 -
- 性体師さくら先生（沙神よしつね）：2015年2月号 -
- フェチられっこ（れゐぢ）：2015年4月号 -

### 過去の連載作品
- アブノマダムズ（タカスギコウ）：2009年5月号 - 2010年4月号
- 奥様は美人上司（梅松トーマス）：2005年1月27日号 - 2006年1月18日号
- 教えて!叔母さん（梅松トーマス）：2006年8月26日号 - 2007年5月25日号
- 管理人(秘)日誌[注 3]（梅松トーマス）：2010年5月号 - 2011年2月号
- SweetDays（タカスギコウ）：2009年5月号 - 2010年4月号
- LIVE CUM[注 4]（彩画堂）
- LIVE CUM フルカラー[注 3]（彩画堂）

## 関連誌
- アクションピザッツ（月刊：前々月21日発売） - 1991年に創刊。創刊当時は隔週刊、2008年に月刊化。
- アクションピザッツDX（月刊：前月7日発売） - 2008年4月に創刊（同年5月号）。
- アクションピザッツHB（不定期刊：15日前後発売） - 2013年2月に創刊（同年3月号）。アクションピザッツDX増刊扱い。